# Ken Sandin
Ulf Erik Ken Sandin, född 27 oktober 1964, är en svensk musiker.
Ken Sandin började spela bas 1980, då han skapade sitt första band Rescue. 1985 blev han medlem i Swedish Erotica. Sandin spelade in sin första skiva i Trondheim (Norge) under oktober 1986, med bland annat medlemmar från TNT.
1986 bildades bandet Alien som Sandin blev basist i. De nådde stora framgångar både i Sverige och utomlands.
Under 1990 turnerade Sandin med Jim Jidhed och blev sedan medlem i Da Vinci. Sandin bildade sedan Juvenile Lovebomb 1992. De spelade in flera demos. Under 1996 blev han medlem i Transport League.  I december 1996 bildade han Osis, en pop/rock-cover-show.
2002 var han med i bandet Strasse, han spelade under slutet av 2002 in två låtar för filmen Smala Sussie som släpptes i oktober 2003.
2005 deltog han i en låt som var med och tävlade i svenska Melodifestivalen. Han spelade också med Alannah Myles och spelade in album som sålde dubbel platina. Han skrev, arrangerade, producerade och spelade in Martin Halvards album, som släpptes under 2006. Samma år spelade han bas på Jörgen Olaussons debutalbum. Ken spelade även på öppningsceremonin under Gothia Cup på Ullevi, vilket sågs live av 46 000 i publiken.
Ken skrev och producerade några låtar för Melodifestivalen 2007 för bland annat Laila Adèle, Jörgen Olausson, Anders Möller och Nathalie Schmeikel.